# Plectrophora schmidtii
Plectrophora schmidtii là một loài thực vật có hoa trong họ Lan. Loài này được Jenny & Pupulin miêu tả khoa học đầu tiên năm 1997.